# 布盧明代爾鎮區 (密歇根州)
布盧明代爾鎮區（英語：Bloomingdale Township）是位於美國密歇根州范布倫縣的一個行政鎮區。

## 地方資料
布盧明代爾鎮區的面積為90.90平方千米，當中陸地面積為88.20平方千米，而水域面積為2.70平方千米。根據2020年美國人口普查的數據，當地共有人口2930人，而人口密度為每平方千米32.23人。